# Coast Guard One

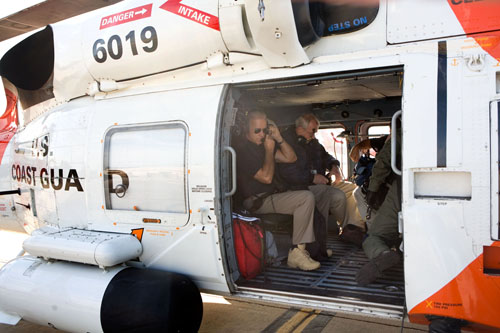
Le vice président Joe Biden à bord de Coast Guard Two.

Coast Guard One est l'indicatif d'appel aérien pour tout aéronef de l'United States Coast Guard (USCG) transportant le président des États-Unis. À ce jour (décembre 2024), celui-ci n'a jamais été encore utilisé.

## Histoire
Pour ses transports aériens, le président voyage quasi exclusivement dans un avion de la flotte présidentielle gérée par le Groupe de transport présidentiel (Presidential Airlift Group), dépendant de la 89e escadre de transport aérien de l'US Air Force (indicatif d'appel Air Force One) ou dans un hélicoptère de l'escadron HMX-1 du Corps des Marines (indicatif d'appel Marine One). Jusqu'en 1976, l'US Army assurait également le transport aérien par hélicoptère (indicatif d'appel Army One). Un président américain, George W. Bush, a volé une fois à bord d'un avion de l'US Navy qui a eu alors l'indicatif Navy One.
Si un aéronef des Coast Guard devait transporter le vice-président des États-Unis, il est désigné alors par l'indicatif Coast Guard Two. Cela s'est produit le 25 septembre 2009, quand le vice-président Joe Biden survola les inondations d'Atlanta à bord d'un hélicoptère Sikorsky HH-60 Jayhawk des Garde-côtes.

## Autres utilisations
Le commandant des Coast Guards et le secrétaire à la Sécurité intérieure des États-Unis voyagent souvent à bord d'un Gulfstream C-37A. Dans ce cas, cet avion répond à l'indicatif Coast Guard Zero One.
Cet avion est stationné à l'USCG Air Station d'Arlington en Virginie, non loin de Washington.